# Nashua (Iowa)
Nashua ist eine Kleinstadt (mit dem Status „City“) im Chickasaw County und zu einem kleineren Teil im Floyd County im US-amerikanischen Bundesstaat Iowa. Das U.S. Census Bureau hat bei der Volkszählung 2020 eine Einwohnerzahl von 1.551 ermittelt.

## Geografie
Nashua liegt im Nordosten Iowas an der Mündung des Little Cedar River in den Cedar River, der über den Iowa River zum Stromgebiet des Mississippi gehört. Dieser bildet die Grenze Iowas zu Wisconsin und Illinois und fließt rund 125 östlich von Nashua. Die Grenze zu Minnesota verläuft rund 75 km nördlich. Wenige  hundert Meter oberhalb der Mündung des Little Cedar River befindet sich ein Staudamm, mit dem der Cedar River zum Cedar Lake aufstaut wird und der neben der Wasserregulierung zur Energieerzeugung dient.
Die geografischen Koordinaten von Nashua sind 42°57′10″ nördlicher Breite und 92°32′11″ westlicher Länge. Die Stadt erstreckt sich über eine Fläche von 8,13 km² und verteilt sich über die Bradford Township des Chickasaw County sowie die Riverton Township des Floyd County.
Nachbarorte von Nashua sind Bassett (14,9 km nördlich), Ionia (15,5 km nordöstlich), Frederika (27,7 km südöstlich), Bradford (an der südlichen Stadtgrenze), Plainfield (14,1 km südlich) und Charles City (19,9 km nordwestlich).
Die nächstgelegenen größeren Städte sind Rochester in Minnesota (147 km nördlich), La Crosse in Wisconsin (183 km nordöstlich), Wisconsins Hauptstadt Madison (291 km östlich), Dubuque an der Schnittstelle der Staaten Iowa, Wisconsin und Illinois (192 km ostsüdöstlich), die Quad Cities in Iowa und Illinois (278 km südöstlich), Waterloo (64,4 km südsüdwestlich), Cedar Rapids (151 km in der gleichen Richtung), Iowas Hauptstadt Des Moines (216 km südwestlich) und die Twin Cities in Minnesota (Minneapolis und Saint Paul) (266 km nordnordwestlich).

## Verkehr
Der zum Freeway ausgebaute U.S. Highway 218 führt in Nord-Süd-Richtung durch den Westen der Stadt. Der Iowa State Highway 346 verläuft in West-Ost-Richtung als Hauptstraße durch das Stadtzentrum von Nashua. Alle weiteren Straßen sind untergeordnete Landstraßen, teils unbefestigte Fahrwege sowie innerörtliche Verbindungsstraßen.
In Nord-Süd-Richtung führt eine Eisenbahnstrecke der Illinois Central Railroad (heute Canadian National Railway (CN)) durch das Stadtgebiet von Nashua.
Mit dem Northeast Iowa Regional Airport befindet sich 19,7 km nordnordwestlich ein kleiner Flugplatz. Der nächste Verkehrsflughafen ist der 57 km südsüdöstlich gelegene Waterloo Regional Airport, von wo aus durch Zubringerflüge mehrerer Fluggesellschaften Anschluss an die Großflughäfen Chicago O’Hare und Minneapolis-Saint Paul besteht.

## Bevölkerung
Nach der Volkszählung im Jahr 2010 lebten in Nashua 1663 Menschen in 712 Haushalten. Die Bevölkerungsdichte betrug 204,6 Einwohner pro Quadratkilometer. In den 712 Haushalten lebten statistisch je 2,34 Personen.
Ethnisch betrachtet setzte sich die Bevölkerung zusammen aus 98,6 Prozent Weißen, 0,4 Prozent Afroamerikanern sowie 0,5 Prozent Asiaten; 0,5 Prozent stammten von zwei oder mehr Ethnien ab. Unabhängig von der ethnischen Zugehörigkeit waren 0,1 Prozent (eine Person) der Bevölkerung spanischer oder lateinamerikanischer Abstammung.
26 Prozent der Bevölkerung waren unter 18 Jahre alt, 54 Prozent waren zwischen 18 und 64 und 20 Prozent waren 65 Jahre oder älter. 50,9 Prozent der Bevölkerung waren weiblich.
Das mittlere jährliche Einkommen eines Haushalts lag bei 37.039 USD. Das Pro-Kopf-Einkommen betrug 21.863 USD. 11,3 Prozent der Einwohner lebten unterhalb der Armutsgrenze.

## Bekannte Bewohner
- Kent Taylor (1906–1987) – Schauspieler – geboren in Nashua